# Vesvres
Vesvres ist eine französische Gemeinde mit 29 Einwohnern (Stand 1. Januar 2022) im Département Côte-d’Or in der Region Bourgogne-Franche-Comté (vor 2016: Burgund). Sie gehört zum Arrondissement Montbard und zum Kanton Semur-en-Auxois.
Die Einwohner werden Vesvriens und Vesvriennes genannt.

## Geographie
Vesvres liegt circa 20 Kilometer südöstlich von Semur-en-Auxois in der Région naturelle Auxois.
Umgeben wird Vesvres von den Nachbargemeinden Vitteaux im Norden, Boussey im Südosten und Beurizot im Südwesten.

## Einwohnerentwicklung
Nach Beginn der Aufzeichnungen stieg die Einwohnerzahl zu Beginn des 19. Jahrhunderts auf Höchststände von 140. In der Folgezeit sank die Größe der Gemeinde, bevor sie sich zur Jahrtausendwende auf einem Niveau von rund 25 Einwohnern stabilisierte.
| Jahr                       | 1962 | 1968 | 1975 | 1982 | 1990 | 1999 | 2010 | 2019 |
| Einwohner                  | 35   | 38   | 40   | 33   | 32   | 25   | 23   | 28   |
| Quellen: Cassini und INSEE |      |      |      |      |      |      |      |      |

### Pfarrkirche Saint-Baudri

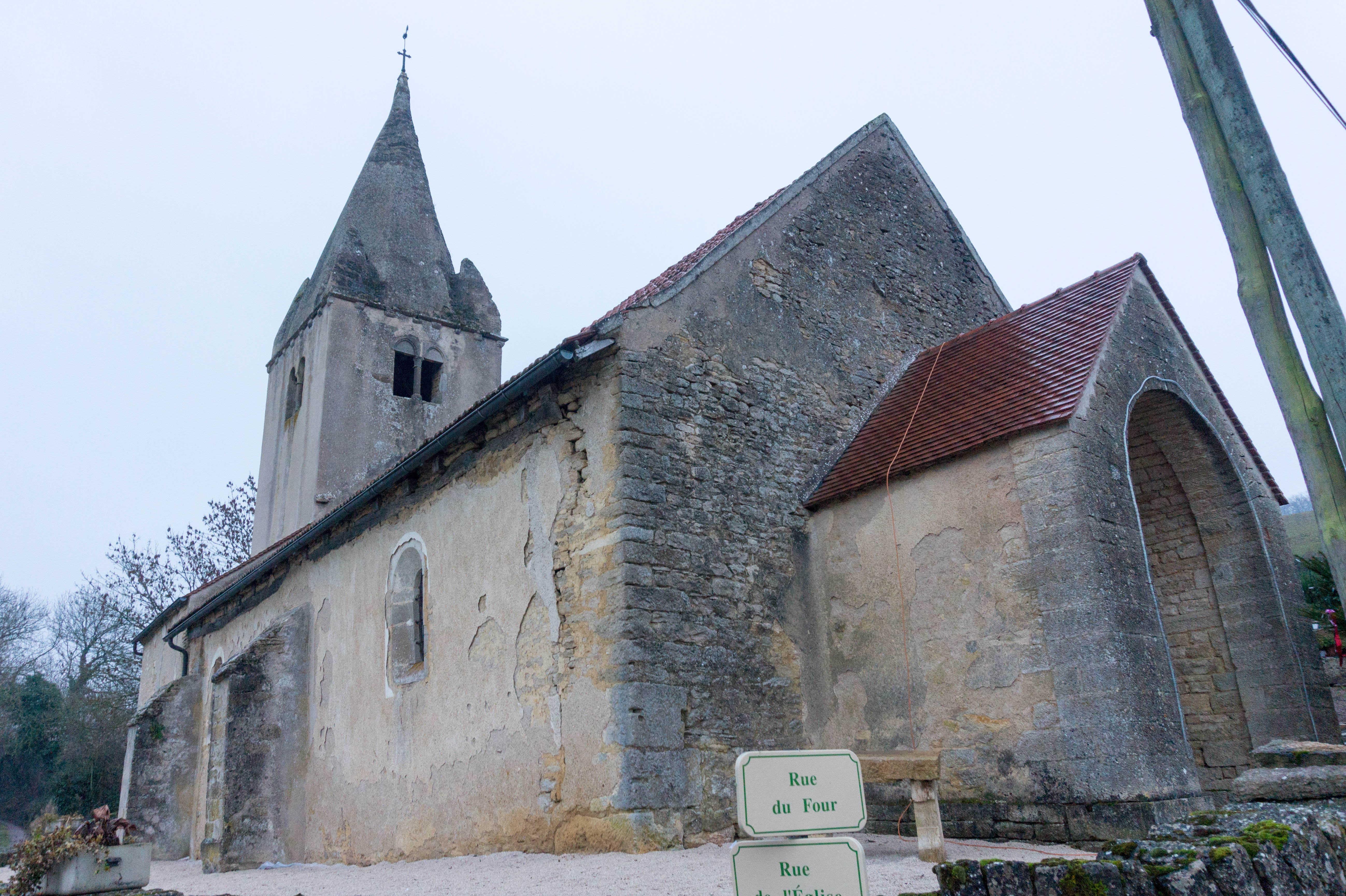
Pfarrkirche Saint-Baudri

Sie ist dem heiligen Balderich, einem Klostergründer und Abt in Montfaucon-d’Argonne in der Champagne, geweiht.
Vier Einrichtungsgegenstände der Kirche sind als Monument historique der beweglichen Güter klassifiziert oder eingeschrieben. Es handelt sich um:
- ein Gemälde aus dem 18. Jahrhundert mit der Darstellung der Geißelung Christi.
- eine Statue aus dem 17. Jahrhundert vermutlich aus bemaltem und vergoldetem Holz mit der Darstellung des Schutzpatrons, des heiligen Balderich Er hat seine rechte Hand gehoben und trägt einen Geldbeutel am Gürtel.
- eine Statue mit der Darstellung des heiligen Leonhard aus dem 17. Jahrhundert aus bemaltem und vergoldetem Stein. Er ist im Habit eines Abtes gekleidet und trägt einen Krummstab in der linken Hand und einen unbestimmten Gegenstand in der rechten Hand.
- eine Statue aus dem 16. Jahrhundert aus bemaltem Kalkstein mit der Darstellung Marias mit Jesuskind.[2][3][4][5]

## Wirtschaft und Infrastruktur

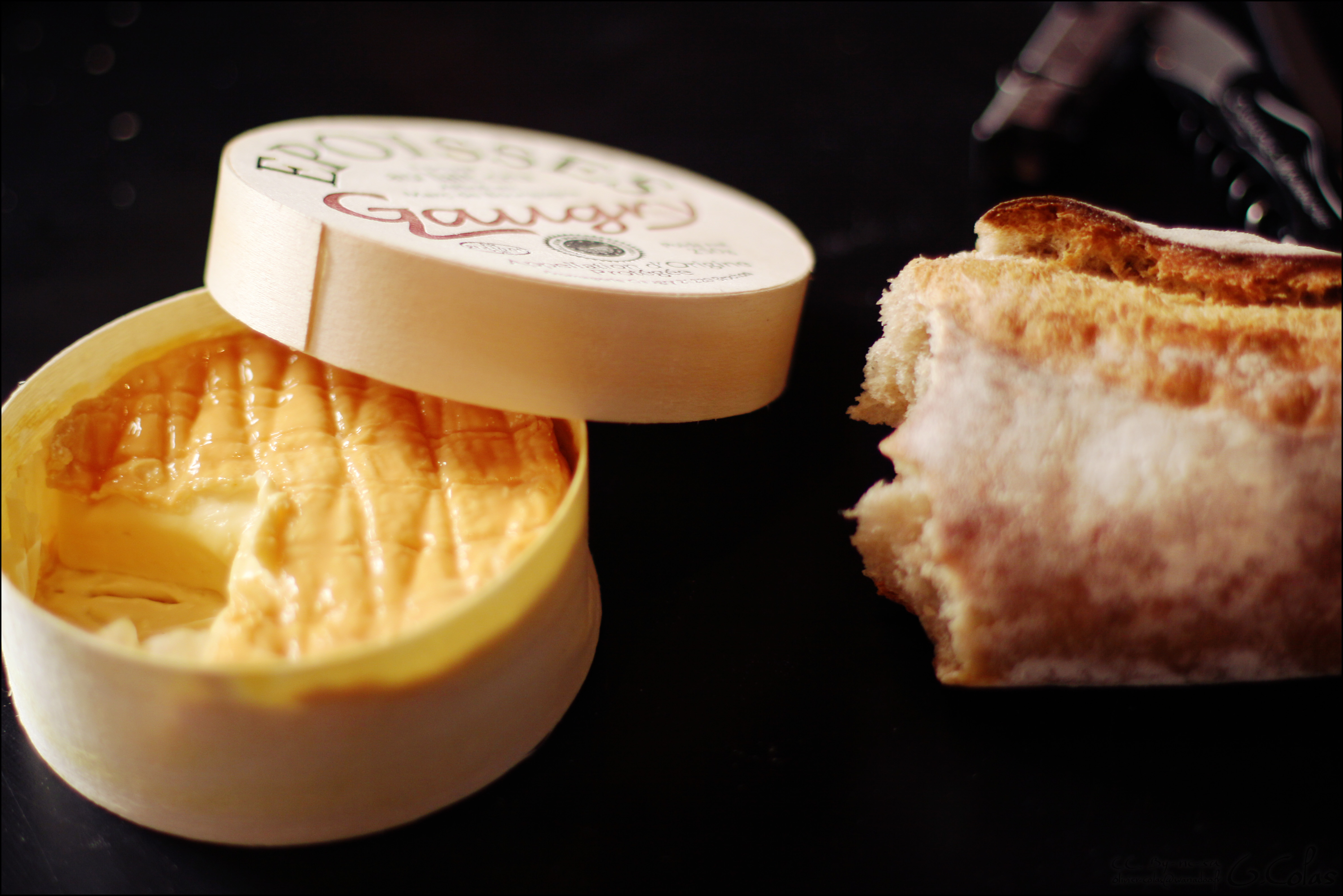
Époisses-Käse in seiner Holzschachtel

Vesvres liegt in der Zone AOC des Époisses, eines Weichkäses aus Kuhmilch.

### Verkehr
Vesvres ist erreichbar über die Routes départementales 108E und 117.